# Banca nazionale del Liechtenstein
La Banca Nazionale del Liechtenstein (in tedesco Liechtensteinische Landesbank AG) è un istituto finanziario con sede nel Liechtenstein, con sede nella capitale Vaduz. Quotata alla SIX Swiss Exchange dal 1993, è detenuta per il 56,3% dallo Stato del Liechtenstein. Poiché lo Stato è membro di un'unione doganale e monetaria con la Svizzera e ha adottato il franco svizzero come valuta ufficiale, la politica monetaria e l'offerta di moneta sono di esclusiva competenza della Banca Nazionale Svizzera (BNS).
Il Gruppo LLB offre ai propri clienti servizi di gestione patrimoniale: banca universale, private banking, gestione patrimoniale e servizi per fondi. Con oltre mille dipendenti, opera in Liechtenstein, Svizzera, Austria, Emirati Arabi Uniti e, dal 2024, in Germania. Al 31 dicembre 2024, il volume d'affari del Gruppo LLB ammontava a 113,5 miliardi di franchi svizzeri.

## Storia
Nel 1992, il Liechtenstein è entrato a far parte dello Spazio Economico Europeo, sollevando preoccupazioni circa la politica del paese in materia di segreto bancario.
Nel 1993, la Liechtensteinische Landesbank è stata quotata alla Borsa svizzera, con la maggioranza delle azioni (57,5%) detenuta dallo Stato del Liechtenstein.
Nel febbraio 2007, la Liechtensteinische Landesbank è diventata l'azionista di maggioranza di Bank Linth.